# Tylenchomorpha
Infra-ordre
Les Tylenchomorpha sont un infra-ordre de nématodes de l'ordre des Rhabditida et du sous-ordre des Tylenchina.

## Liste des super-familles
Selon World Register of Marine Species (22 mai 2021) :
- Aphelenchoidea Fuchs, 1937
- Criconematoidea Taylor, 1936
- Myenchoidea Pereira, 1931
- Sphaerularioidea Lubbock, 1861
- Tylenchoidea Örley, 1880

Anguinoidea Nicoll, 1935 est synonyme de Sphaerularioidea Lubbock, 1861.

## Taxonomie
Selon World Register of Marine Species (22 mai 2021), l'ordre des Tylenchida est synonyme de Tylenchomorpha.